# شارلوته غوردون
شارلوته غوردون (بالإنجليزية: Charlotte Gordon)‏ هي كاتِبة أمريكية، (و. م).